# Petr Srna
Petr Srna (* 25. května 1989 Turnov) je český herec a moderátor.
Dětství prožil ve Vysokém nad Jizerou. Účinkuje v dabingu, hraje v divadle i ve filmech, ale také moderuje a uvádí společenské akce.
Po dokončení základní školy skončil jako student střední školy Autotronik. Hrál divadlo a moderoval různé akce. Úspěšně se zúčastnil konkurzů na roli Ludvíka v televizním seriálu Hop nebo trop. Po skončení střední školy si vybral hereckou školu v Praze. Začal se objevovat v dabingu a občas dostal i roli ve filmu, či televizní inscenaci. Místo školních besídek začal uvádět maturitní plesy a později svůj talent uplatnil při konferování velkých firemních akcí.
Sám říká: „Hrát v divadle byl můj sen od dětství a vždycky jsem si představoval, jak já sám jednou budu stát na jevišti.“
Má za sebou několik výrazných a úspěšných rolí. Pod režijní taktovkou Jana Kačera si zahrál Tuzenbacha ve Třech sestrách v pražském Pidivadle. Pozornost diváků na sebe přilákal i v představení Hysterikon. Mezi jeho současnými inscenacemi kraluje Filumena Marturana, kde se Petr objeví na jevišti společně se Simonou Stašovou a Svatoplukem Skopalem.
Petr Srna působí i jako filmový a televizní herec. Objevil se v celé řadě hraných dokumentárních filmů, hrál v malých rolích například ve filmech Post Bellum, či Lidice. Objevil se i v seriálech jako Vyprávěj, či Ordinace v růžové zahradě. Kromě hraní a moderování přednáší a vyučuje rétoriku a um prezentace pro manažery.
Od září 2013 do února 2016 moderoval pořad Zprávičky na kanále České televize ČT :D.